# Шарбактинський сільський округ (Щербактинський район)
Шарбакти́нський сільський округ (каз. Шарбақты ауылдық округі, рос. Шарбактинский сельский округ) — адміністративна одиниця у складі Щербактинського району Павлодарської області Казахстану. Адміністративний центр — село Шарбакти.
Населення — 8899 осіб (2021; 9241 у 2009, 11403 у 1999, 15052 у 1989).
Станом на 1989 рік існували Щербактинська селищна рада (смт Щербакти), Ільїчевська сільська рада (села Аникіно, Богодаровка), Сєверна сільська рада (село Сєверне), Тетяновська сільська рада (села Іриновка, Малиновка, Тетяновка) та Назаровська сільська рада (села Каховка, Назаровка, Степне, селища Роз'їзд 128, 530 км). Станом на 1999 рік село Боріктал (колишнє село Степне) перебувало у складі Алексієвського сільського округу. Після 1999 року село Іриновка було передане до складу Хмельницького сільського округу. Станом на 2009 рік існували Ільїчевський сільський округ (села Аникіно, Богодаровка), Карабідайський сільський округ (села Мар'яновка, Сахновка), Сєверний сільський округ (село Сєверне), Тетяновський сільський округ (села Малиновка, Тетяновка) та Шарбактинський сільський округ (село Шарбакти). 2011 року Сєверний сільський округ був перейменований у Синтасівський, 2013 року до його складу було приєднано ліквідований Ільїчевський, а до складу Тетяновського — ліквідований Карабідайський (центр перенесено до села Малиновка), до складу Алексієвського округу була приєднана територія ліквідованого Назаровського сільського округу. 2017 року були ліквідовані Синтасівський та Тетяновський сільські округи. Перший повністю увійшов до складу Шарбактинського сільського округу, другий — розділений між Галкинським (село Мар'яновка), Жилибулацьким (село Сахновка) та Шарбактинським (села Малиновка, Тетяновка) сільськими округами. Тоді ж було ліквідовано село Аникіно. Селище Роз'їзд 128 було ліквідовано 2000 року, село Боріктал — 2017 року. 2019 року до складу округу було включено село Назаровка та колишнє село Каховка ліквідованого Алексієвського сільського округу.

## Склад
До складу округу входять такі населені пункти:
| Населений пункт                  | Старі назви | Населення, осіб (1989) | Населення, осіб (1999) | Населення, осіб (2009) | Населення, осіб (2021) |
| -------------------------------- | ----------- | ---------------------- | ---------------------- | ---------------------- | ---------------------- |
| 530 км, станційне селище         | -           | 2                      | -                      | -                      | -                      |
| Аникино, село                    | -           | 176                    | 109                    | 33                     | -                      |
| Богодаровка, село                | -           | 586                    | 420                    | 212                    | 132                    |
| Каховка, село                    | -           | 140                    | 88                     | 59                     | -                      |
| Малиновка, село                  | -           | 421                    | 454                    | 361                    | 243                    |
| Назаровка, село                  | -           | 713                    | 400                    | 197                    | 93                     |
| Роз'їзд 128 км, станційне селище | -           | 2                      | -                      | -                      | -                      |
| Синтас, село                     | Сєверне     | 952                    | 776                    | 357                    | 241                    |
| Тетяновка, село                  | -           | 510                    | 211                    | 107                    | 58                     |
| Шарбакти, село                   | Щербакти    | 11550                  | 8945                   | 7915                   | 8132                   |